# Yangana
Yangana ist eine Ortschaft und eine Parroquia rural („ländliches Kirchspiel“) im Kanton Loja der ecuadorianischen Provinz Loja. Die Parroquia besitzt eine Fläche von 269,3 km². Beim Zensus 2010 wurden 1519 Einwohner gezählt.

## Lage
Die Parroquia Yangana liegt in den Anden im Süden von Ecuador. Das Areal liegt in Höhen zwischen 1590 m und 3600 m. Die Parroquia erstreckt sich über das Quellgebiet des Río Catamayo (im Oberlauf auch Río Piscobamba). Dieser entwässert das Areal in nordnordwestlicher Richtung. Entlang der östlichen und der südlichen Verwaltungsgrenze verläuft ein teils mehr als 3400 m hoher Gebirgskamm. Dieser bildet die kontinentale Wasserscheide. Der 1820 m hoch gelegene Ort befindet sich 40 km südlich der Provinzhauptstadt Loja an der Fernstraße E682 (Loja–Palanda).
Die Parroquia Yangana grenzt im Osten und im Süden an die Provinz Zamora Chinchipe mit der Parroquia Valladolid (Kanton Palanda), im Westen an die Parroquia Quinara sowie im Norden an die Parroquia Vilcabamba.

## Ökologie
Der Osten der Parroquia liegt im Nationalpark Podocarpus.

## Geschichte
Die Parroquia wurde unter der Bezeichnung "Arsenio Castillo" am 21. September 1911 gegründet. Am 9. Oktober 1940 erhielt die Parroquia ihren heutigen Namen.